# Lucas 23

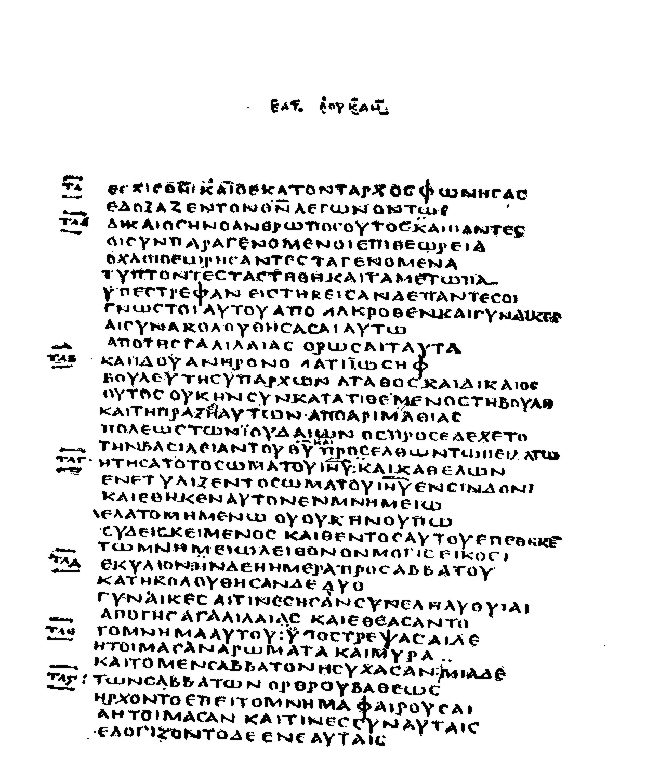
Texto griego de Lucas 23:47-24:1 en el Codex Bezae (Cambridge University Library MS. Nn.2.41), escrito hacia el año 400 d.C.

Lucas 23 es el vigésimo tercer capítulo del Evangelio de Lucas del Nuevo Testamento de la Biblia cristiana. El libro que contiene este capítulo es anónimo, pero la tradición cristiana primitiva afirmó uniformemente que Lucas Evangelista compuso este Evangelio así como los Hechos de los Apóstoles.Este capítulo recoge el juicio de Jesucristo ante Poncio Pilato, el encuentro de Jesús con Herodes Antipas, y su crucifixión, muerte y entierro.

## Texto

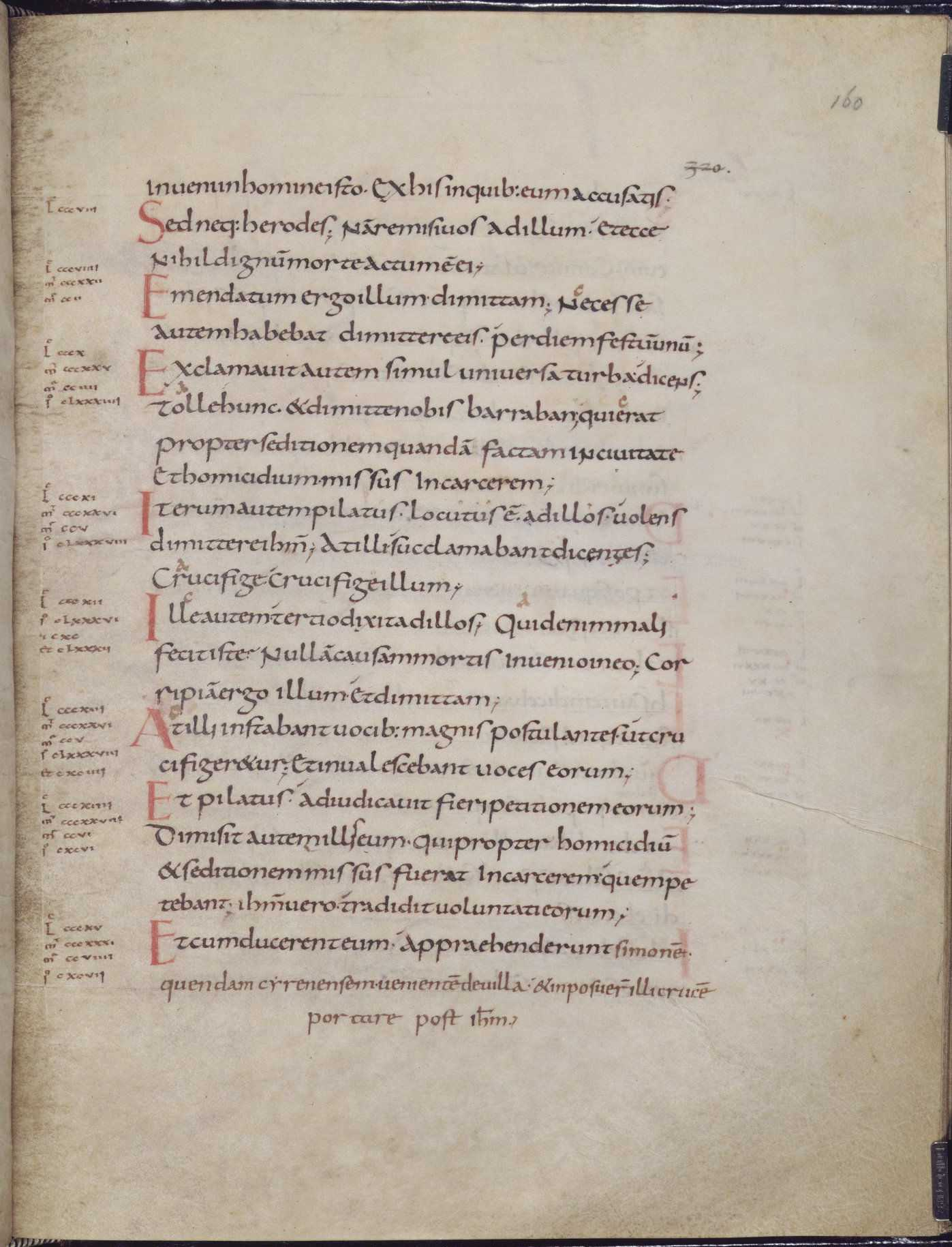
Lucas 23:14-26 de un Evangeliario (folio 160v; Biblioteca Británica, MS Add. 11848) escrito en minúscula carolina

El texto original estaba escrito en griego koiné. Algunos manuscritos tempranos que contienen el texto de este capítulo son:
- Papiro 75 (175-225 d. C.)
- Codex Vaticanus (325-350)
- Codex Sinaiticus (330-360)
- Codex Bezae (c. 400)
- Codex Washingtonianus (c. 400)
- Codex Alexandrinus (400-440)
- Codex Ephraemi Rescriptus (c. 450; existen los Versículos 26-56)

Este capítulo está dividido en 56 Versículos.

### Versículo 3

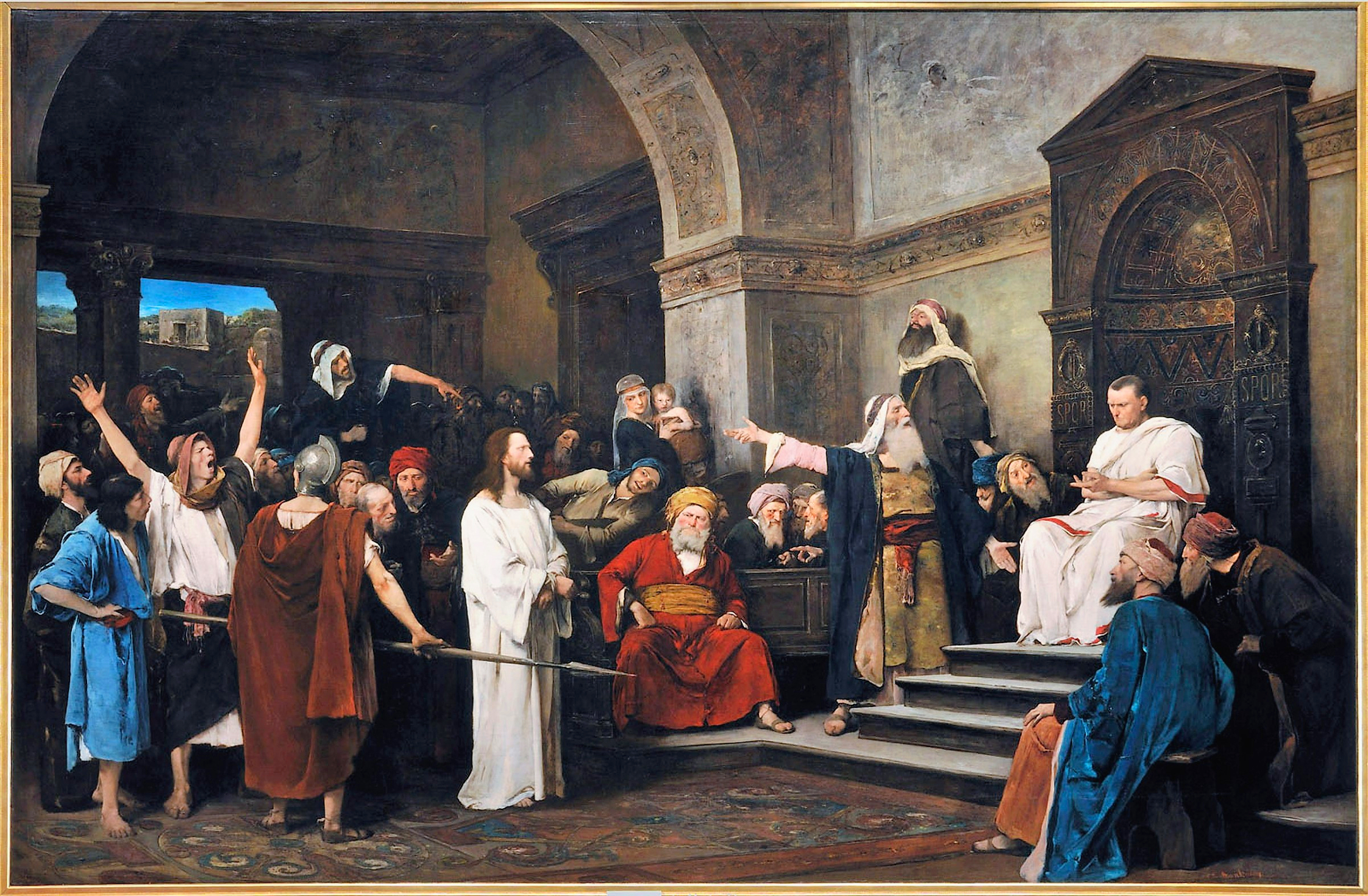
Cristo ante Pilatos, Mihály Munkácsy, 1881

### Versículo 29

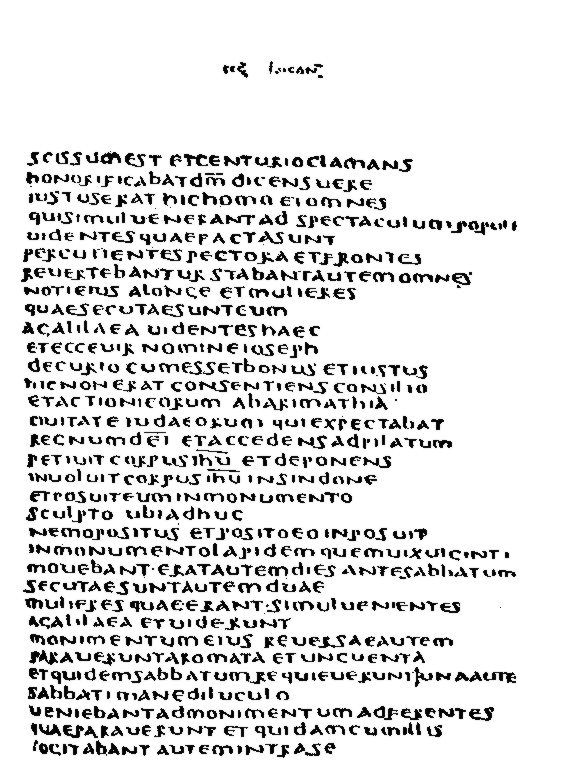
El texto latino de Lucas 23:47-24:1 en Codex Bezae (Cambridge University Library MS. Nn.2.41;~ AD 400)

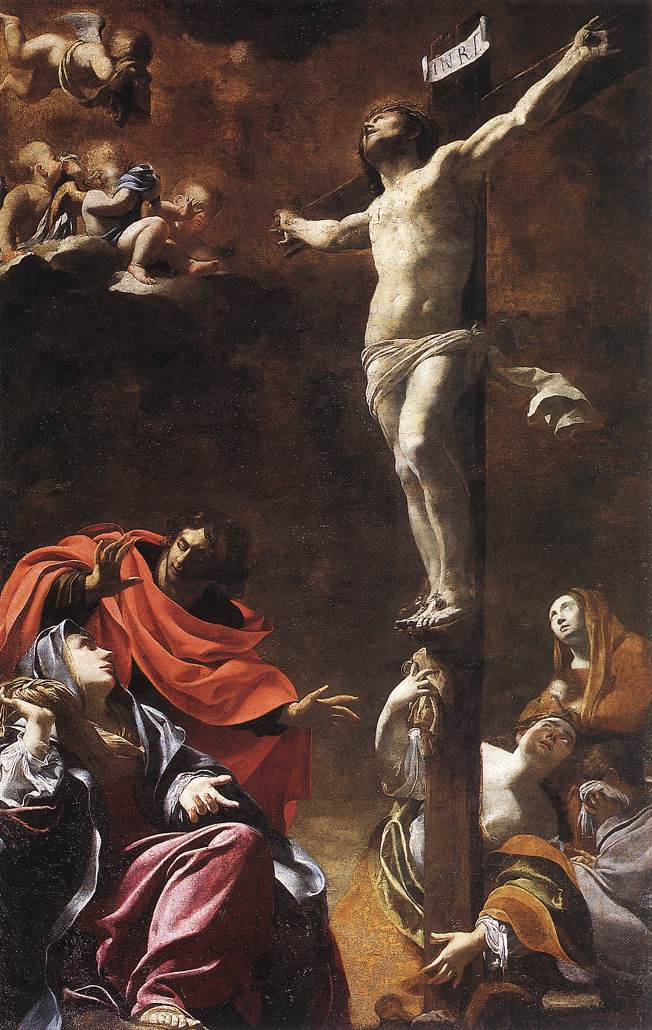
The Crucifixion (1622) by Simon Vouet; Church of Jesus, Génova